# Superliga e Futbollit të Kosovës 2017-2018
La Superliga e Futbollit të Kosovës 2017-2018, conosciuta anche come Vala Superleague of Kosovo per motivi di sponsorizzazione è un torneo calcistico organizzato dalla Federazione calcistica del Kosovo. Il campionato è iniziato il 19 agosto 2017 e si è concluso il 20 maggio 2018. La squadra campione in carica era il Trepça '89. Il Drita ha vinto il titolo per la prima volta nella sua storia.

## Stagione

### Novità
Sono state retrocesse nella stagione 2016-17, il Trepça e l'Hajvalia. Dalla Liga e Parë sono state promosse il Flamurtari Prishtina e il Vëllaznimi. Il Ferizaj è stato retrocesso dopo aver perso lo spareggio promozione-retrocessione contro il Vllaznia Pozheran, che è stata promossa al suo posto.

### Formato
La squadra vincitrice del campionato ha un posto nel primo turno della UEFA Champions League 2018-2019, mentre un posto nel primo turno della UEFA Europa League 2018-2019 è riservato alla vincitrice della coppa nazionale.

Le squadre si affrontano per tre volte per un totale di 33 giornate.

Le ultime due classificate retrocedono direttamente in Liga e Parë, mentre la nona e la decima classificata giocano uno spareggio promozione-retrocessione con la seconda e la terza classificata in Liga e Parë.

## Squadre partecipanti
| Club                 | Città              | Stadio                        | Stagione precedente     |
| -------------------- | ------------------ | ----------------------------- | ----------------------- |
| Besa Peć             | Pejë               | Stadio Shahin Haxhiislami     | 6º posto                |
| Drenica              | Skënderaj          | Stadio Bajram Aliu            | 7º posto                |
| Drita                | Gjilan             | Stadio Agim Ramadani - Katana | 9º posto                |
| Feronikeli           | Glogovac           | Stadio Rexhep Rexhepi         | 4º posto                |
| Flamurtari Prishtina | Pristina           | Stadio "Flamurtari"           | 1º posto in Liga e Parë |
| Gjilani              | Gjilan             | Stadio Agim Ramadani - Katana | 5º posto                |
| Liria                | Prizren            | Stadio Përparim Thaçi         | 8º posto                |
| Llapi                | Podujevë           | Stadio i Qytetit              | 3º posto                |
| Prishtina            | Pristina           | Stadio del Kosovo             | 2º posto                |
| Trepça '89           | Kosovska Mitrovica | Stadio Riza Lushta            | Campione del Kosovo     |
| Vllaznia Pozheran    | Požaranje          | Stadio "Ibrahim Kurteshi"     | 3º posto in Liga e Parë |
| Vëllaznimi           | Đakovica           | Stadio Municipale             | 2º posto in Liga e Parë |

## Classifica
|                   | Pos. | Squadra              | Pt | G  | V  | N  | P  | GF | GS | DR  |
| ----------------- | ---- | -------------------- | -- | -- | -- | -- | -- | -- | -- | --- |
| Kosovo (bandiera) | 1.   | Drita                | 67 | 33 | 18 | 13 | 2  | 53 | 21 | +32 |
|                   | 2.   | Prishtina            | 64 | 33 | 18 | 10 | 5  | 39 | 18 | +21 |
|                   | 3.   | Llapi                | 54 | 33 | 16 | 6  | 11 | 51 | 41 | +10 |
|                   | 4.   | Trepça '89           | 53 | 33 | 14 | 11 | 8  | 41 | 25 | +16 |
|                   | 5.   | Feronikeli           | 48 | 33 | 10 | 18 | 5  | 32 | 18 | +14 |
|                   | 6.   | Drenica              | 48 | 33 | 13 | 9  | 11 | 34 | 27 | +7  |
|                   | 7.   | Liria                | 48 | 33 | 13 | 9  | 11 | 34 | 30 | +4  |
|                   | 8.   | Gjilani              | 46 | 33 | 10 | 16 | 7  | 29 | 21 | +8  |
|                   | 9.   | Vëllaznimi           | 44 | 33 | 10 | 14 | 9  | 29 | 28 | +1  |
|                   | 10.  | Flamurtari Prishtina | 25 | 33 | 6  | 7  | 20 | 28 | 53 | -25 |
|                   | 11.  | Besa Peć             | 22 | 33 | 6  | 4  | 23 | 28 | 64 | -36 |
|                   | 12.  | Vllaznia Pozheran    | 14 | 33 | 3  | 5  | 25 | 16 | 68 | -52 |

Legenda:
      Campione del Kosovo e ammessa alla UEFA Champions League 2018-2019
 Ammessa allo spareggio retrocessione-promozione
      Retrocessa in Liga e Parë
Note:
Tre punti a vittoria, uno a pareggio, zero a sconfitta.

## Risultati

### Partite (1-22)
|                      | BeP  | Dre  | Dri  | Fer  | FlP  | Gji  | Lir  | Lla  | Pri  | T'89 | Vël  | VlP  |
| -------------------- | ---- | ---- | ---- | ---- | ---- | ---- | ---- | ---- | ---- | ---- | ---- | ---- |
| Besa Peć             | –––– | 0-2  | 2-0  | 0-5  | 2-0  | 0-0  | 2-0  | 1-6  | 1-3  | 0-1  | 1-2  | 3-1  |
| Drenica              | 2-2  | –––– | 0-0  | 0-0  | 4-1  | 1-0  | 1-0  | 1-2  | 1-1  | 1-0  | 1-0  | 1-0  |
| Drita                | 2-0  | 3-0  | –––– | 1-0  | 0-0  | 1-1  | 4-3  | 3-1  | 0-0  | 1-1  | 1-1  | 3-0  |
| Feronikeli           | 2-1  | 1-0  | 1-1  | –––– | 1-0  | 2-1  | 0-1  | 0-0  | 0-0  | 0-1  | 3-0  | 1-0  |
| Flamurtari Prishtina | 3-1  | 1-2  | 1-1  | 2-2  | –––– | 0-1  | 0-0  | 2-1  | 0-2  | 2-2  | 0-3  | 2-1  |
| Gjilani              | 2-1  | 2-1  | 0-0  | 1-1  | 1-0  | –––– | 1-0  | 2-0  | 0-0  | 0-0  | 1-1  | 1-0  |
| Liria                | 3-0  | 1-0  | 2-0  | 1-0  | 2-0  | 0-0  | –––– | 3-0  | 1-0  | 1-0  | 2-2  | 2-1  |
| Llapi                | 2-0  | 1-0  | 0-1  | 1-1  | 1-0  | 1-1  | 0-2  | –––– | 3-0  | 0-0  | 2-0  | 4-1  |
| Priština             | 4-0  | 0-2  | 0-1  | 0-0  | 3-1  | 2-1  | 1-0  | 2-0  | –––– | 2-0  | 1-0  | 2-1  |
| Trepca'89            | 3-0  | 1-0  | 1-1  | 0-0  | 3-1  | 1-2  | 2-0  | 3-1  | 0-2  | –––– | 1-0  | 2-0  |
| Vëllaznimi           | 1-0  | 1-1  | 1-1  | 0-0  | 2-0  | 0-0  | 1-0  | 0-3  | 0-0  | 0-0  | –––– | 3-0  |
| Vllaznia Pozheran    | 1-0  | 0-0  | 0-4  | 0-3  | 2-0  | 0-0  | 0-0  | 0-1  | 0-2  | 2-1  | 1-2  | –––– |

### Partite (23-33)
|                      | BeP  | Dre  | Dri  | Fer  | FlP  | Gji  | Lir  | Lla  | Pri  | T'89 | Vël  | VlP  |
| -------------------- | ---- | ---- | ---- | ---- | ---- | ---- | ---- | ---- | ---- | ---- | ---- | ---- |
| Besa Peć             | –––– | 0-1  | 0-2  |      | 0-4  | 1-0  |      | 3-4  |      |      |      |      |
| Drenica              |      | –––– |      | 0-0  | 2-0  |      | 1-1  |      | 1-0  |      |      | 6-2  |
| Drita                |      | 3-1  | –––– | 3-1  | 3-1  |      | 3-0  |      |      | 3-1  |      | 2-0  |
| Feronikeli           | 2-1  |      |      | –––– |      |      | 0-0  | 2-2  | 0-0  | 0-0  | 1-1  |      |
| Flamurtari Prishtina |      |      |      | 0-3  | –––– |      | 1-2  |      | 0-2  |      | 1-0  | 4-1  |
| Gjilani              |      | 1-1  | 1-1  | 0-0  | 0-0  | –––– |      |      |      | 2-0  |      | 4-0  |
| Liria                | 2-2  |      |      |      |      | 3-2  | –––– | 1-2  | 0-1  | 0-2  | 1-1  |      |
| Llapi                |      | 2-1  | 1-3  |      | 3-1  | 1-0  |      | –––– |      | 3-3  |      | 2-0  |
| Priština             | 1-0  |      | 0-0  |      |      | 2-1  |      | 3-2  | –––– | 0-0  | 2-2  |      |
| Trepca'89            | 2-0  | 1-0  |      |      | 0-0  |      |      |      |      | –––– | 3-0  | 6-1  |
| Vëllaznimi           | 0-0  | 1-0  | 0-1  |      |      | 0-0  |      | 2-0  |      |      | –––– |      |
| Vllaznia Pozheran    | 1-4  |      |      | 0-0  |      |      | 0-0  |      | 0-1  |      | 0-2  | –––– |

## Spareggi promozione/retrocessione
|           | Risultati     |                      | Luogo e data             |
| --------- | ------------- | -------------------- | ------------------------ |
| Vushtrria | 1-1 (5-6 dtr) | Flamurtari Prishtina | Glogovac, 23 maggio 2018 |
| Ferizaj   | 0-0 (3-2 dtr) | Vëllaznimi           | Glogovac, 24 maggio 2018 |
|           |               |                      |                          |